# Castrul roman Drobeta
Drobeta a fost prima cetate din piatră ridicată în Dacia (103-105) de împăratul Traian, un castru roman de apărare și un important centru militar și politic, inițial fiind construit pentru a adăposti 500 de soldați care asigurau paza podului. Se văd și azi fundațiile (refăcute de Constantin cel Mare) pe o suprafață de două hectare, cu cele patru porți laterale, cu locuințe, cazărmi, depozite de arme, străzi și în centrul castrului clădirea pretorului (comandantului) unde a poposit însuși împăratul Traian în iarna anului 105. La vest de castru, pe malul Dunării, se văd ruinele termelor (băilor) romane; s-au găsit în ziduri cărămizi cu ștampila legiunii a V-a Macedonica, semn al datării construcției băilor în același timp cu construcția castrului și a podului.

## Etimologie
Drubetis; Drubeta; Drobeta. Cât privește denumirea tardivă a Drobetei, Theodora, aceasta este atestată numai de Procopius de Cesareea (De Aedif., IV, 6, 15) fiind considerată drept o creație a împăratului Iustinian, în cinstea soției sale. M. Mirkovič acreditează în schimb proveniența toponimului Teodora de la soția lui Constantin cel Mare. M. Garačanin crede că acest toponim ar fi fost aplicat nu întregului castru creștin, ci numai unui sector al său. Dacă în sec. al IV-lea d.C. sunt folosite ambele denumiri (Drobeta și Teodora), în sec. al VI-lea se pare că a fost utilizată numai denumirea de Teodora.
Această așezare a fost ridicată la rang de municipiu în 121 de împăratul Hadrian și la rang de colonie în 193 de Septimiu Sever.

## Situl arheologic

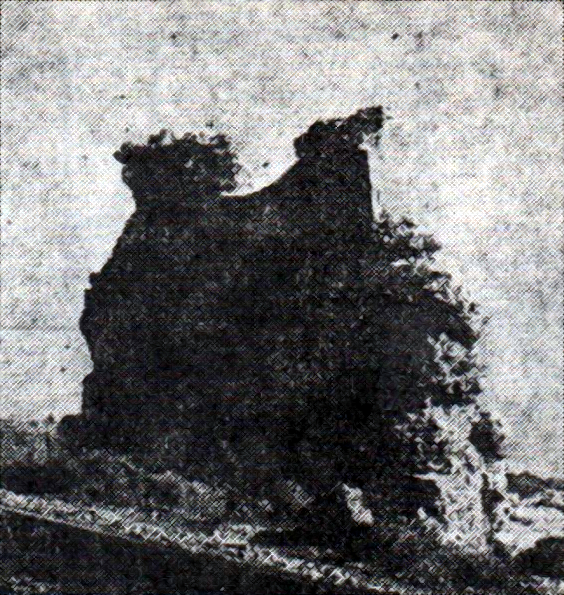
Culeea Podului lui Traian

Cele mai vechi urme care atestă prezența umană pe teritoriul orașului Drobeta au fost descoperite încă din epoca bronzului. Ca urmare a săpăturilor efectuate s-au găsit fragmente de elemente ceramice din tipologia celor din Cultura Gârla Mare, prezente sub formă de răspândiri. Săpăturile au fost făcute de P. Polonic și Grigore Tocilescu în perioada 1896 - 1899, Alexandru Bărcăcilă în 1929 - 1932, Grigore Florescu, Lucian Roșu, Mișu Davidescu și Mihail Gușiță în 1960 - 1965 și Mișu Davidescu în 1963 - 1970. Arheologii au descoperit și un bordei  hallstattian târziu care prezenta urme de răspândiri ceramice de origine dacică, precum și unele urme de pastă grosolană cu buză festonată și butoni.
Desigur că principalele resturi sunt reprezentate de cele datate în epoca romană. Obiectivele principale sunt două, ansamblul podului construit de Apolodor din Damasc și castrul roman Drobeta a cărui existență s-a derulat din anul 101 și până în secolul al VII-lea al erei noastre.
Ambele obiective se regăsesc de aceeași parte a Dunării, în interiorul parcului muzeal din localitate. Ruinele podului au în componență trei masive de zidărie aflată în ruină - resturile culei, resturile pilei intermediare și resturile pilei portal. Pe ultima pilă se înălța în trecut portalul monumental prin care se intra pe pod. Zidăria pilelor prezintă o tehnică destul de interesantă pentru acele vremuri. Fiecare pilă avea prin construcție un miez din cărămidă și piatră brută care era fixat cu un liant hidraulic și parament de calcar (piatră de talie). Zidăria miezului avea asize din cărămidă ce formau chesoane umplute cu zidărie în opus caementicium cu macrobeton și piatră brută. Adâncimea zidăriei are prevăzute încastrări cu grătare din bârne, lanțuri cu tiranți, toate prelungindu-se pe parament. Pe acesta din urmă ele se încastrau în scobituri special prevăzute în fețele inferioare și superioare ale blocurilor. Astăzi există dispuse grupat pe malul înalt al Dunării câteva astfel de blocuri de parament, în fața porții praetoria a castrului roman.

## Faze istorice de construcție

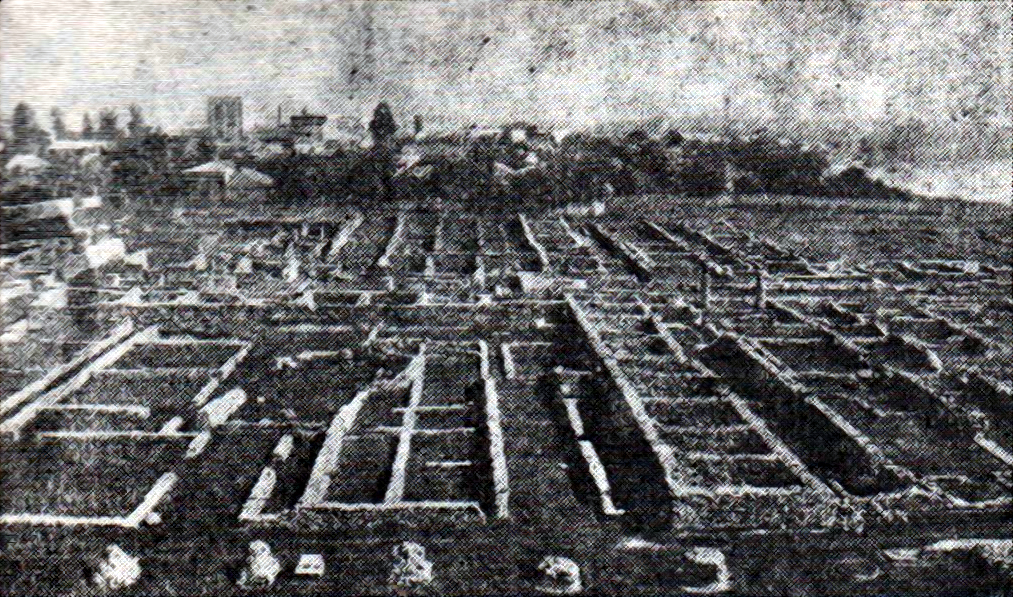
Vedere de ansamblu

Castrul roman Drobeta a avut de-a lungul întregii sale existențe cel puțin cinci faze consecutive de construcție și consolidare. Prima fază o constituie cea de construcție propriu-zisă care a început în anul 101 și a continuat până la începutul domniei împăratului Hadrian. Castrul avea o formă dreptunghiulară și era înconjurat de un zid, numit de incintă, ridicat în opus caementicium cu parament opus vittatum. Avea prevăzute patru porți: praetoria, decumana, principalis dextra și sinistra. Toate patru erau flancate de două turnuri interioare cu rezalit față de linia curtinei. Toate turnurile, cele intermediare precum și cele ridicate la colțurile castrului aveau același stil și mod de construcție. Zidul curtinei era dublat la interior și prezenta drum de strajă numit agger. Pe exteriorul zidului era săpat un șanț de protecție. Așa cum apare pe Columna lui Traian, pare că în interiorul castrului existau construcții din lemn și bârne, cel puțin în prima etapă. Există o probabilitate ce poate fi adevărată, ca unele resturi a unor zidării mai vechi să aparțină primei etape de existență, admițându-se în acest caz că doar principia și poate latera să fi fost făcute din zid.
A doua etapă, cea din epoca lui Hadrian, a fost caracterizată de existența la interiorul castrului a unor construcții realizate din zid. Acestea aveau diferite destinații ca: pretoriul (locuința ofițerilor), cazărmi, spital (valetudinarium) sau hambare (horrea). Este de remarcat că pretoriul și spitalul aveau tipicul hanurilor antice, cu încăperi celulare cu dispunere sub formă de careu care avea un spațiu central încadrat de porticuri. Castrul avea două străzi principale numite via praetoria și via principalis ce erau dublate de porticuri. Alte două străzi, via quitana și via sagularis, aveau prevăzute porticuri din lemn. Clădirile cazărmilor aveau forma de L și aveau camere destinate fiecărei subunități, latura lungă a clădirii fiind flancată de câte un portic din lemn. Hambarele, două la număr, erau dispuse simetric în latera. Curtea sacră era pavată cu cărămidă și era mărginită de oecus pe latura din fund. În centru exista un sacellum cu plan absidat spre interior, cu formă de patrulater spre exterior.
A treia fază de construcție a fost datată ipotetic în anii de domnie a împăratului Gallienus. Atunci au fost închise trei porți: decumana și două principales, construindu-se pe locul lor câte un turn mare exterior cu o formă pătrată a planului. Atunci s-a refăcut poarta principală praetoria, ea fiind flancată cu două turnuri semicirculare exterioare. S-au dublat turnurile exterioare și cele de colț cu turnuri exterioare sub formă de sector de cerc și de patrulater. Șanțul exterior a fost umplut și s-au amenajat alte trei șanțuri mai largi și mult mai adânci dispuse paralel la o distanță adecvată față de turnurile exterioare. Principia a fost modificată după un plan bazilical și totul a fost reconceput în jurul unui coridor lat, cazărmile au fost împuținate și modificate. Cazărmile au căpătat formă dreptunghiulară și camerele de interior au fost regândite în două grupuri ce formau fiecare câte o locuință tipică pentru trupe de limitanei.

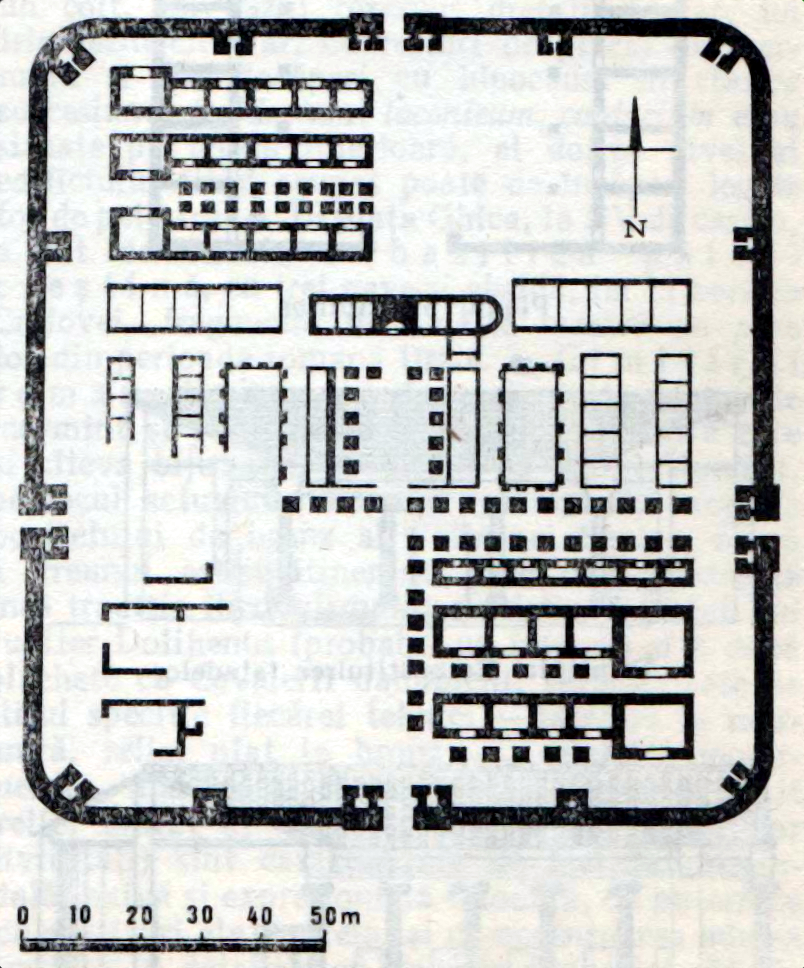
Planul castrului Drobeta în faza a II-a
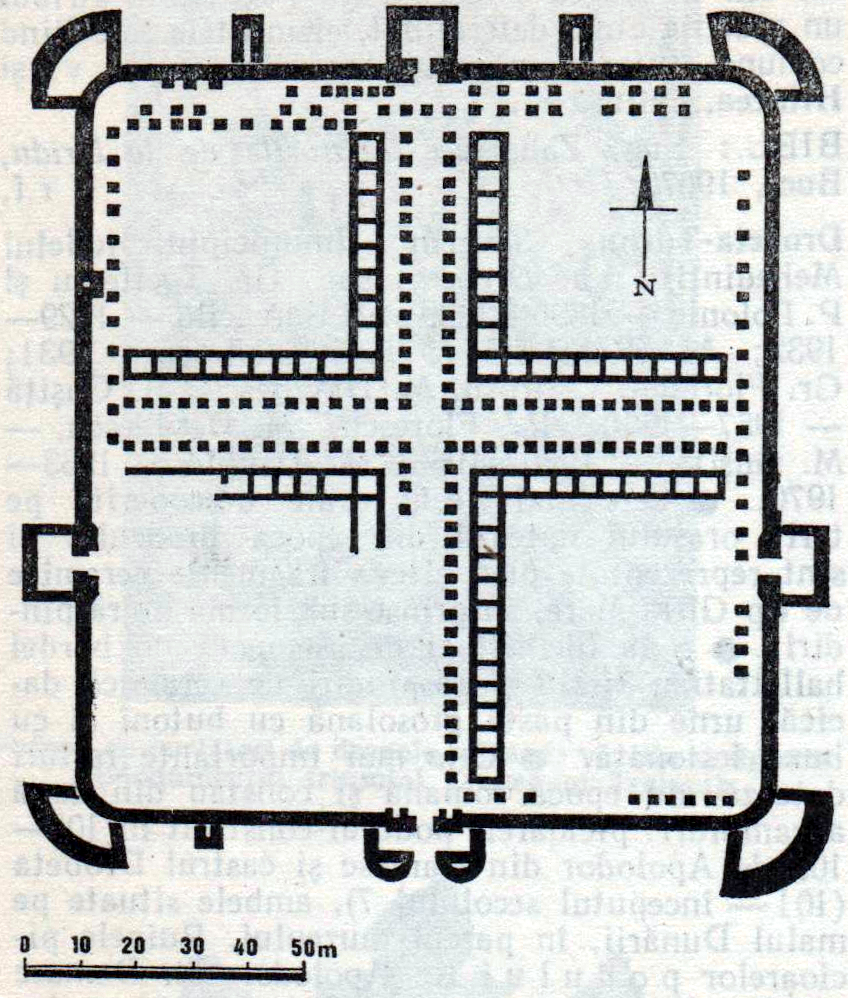
Planul castrului Drobeta în faza a V-a
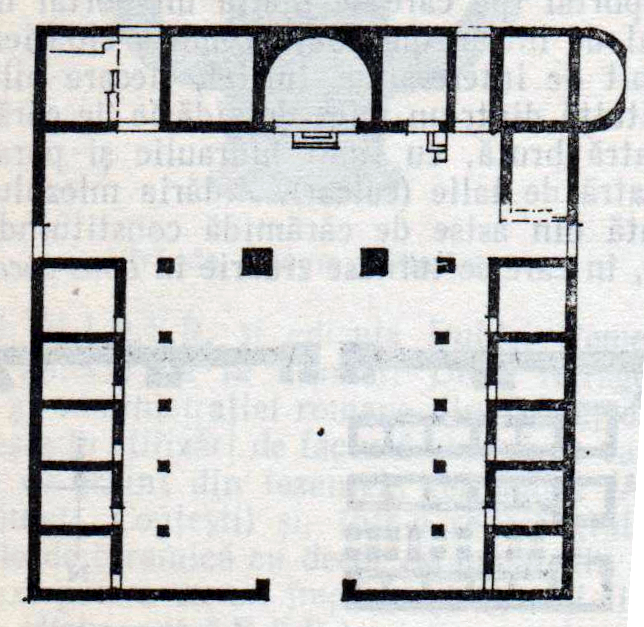
Planurile principiilor
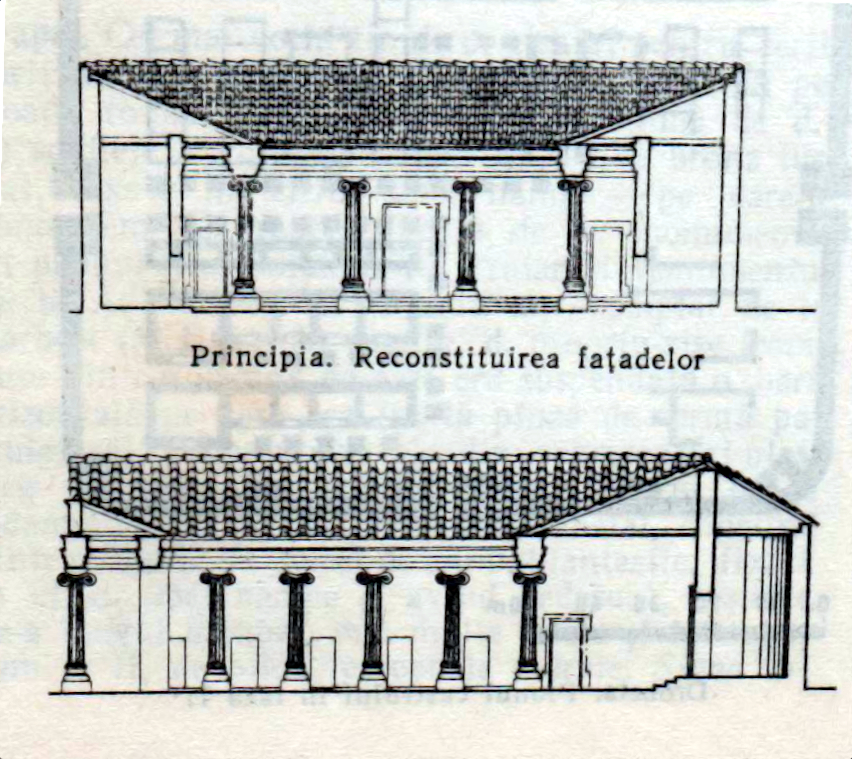
Principia - reconstituire a fațadelor
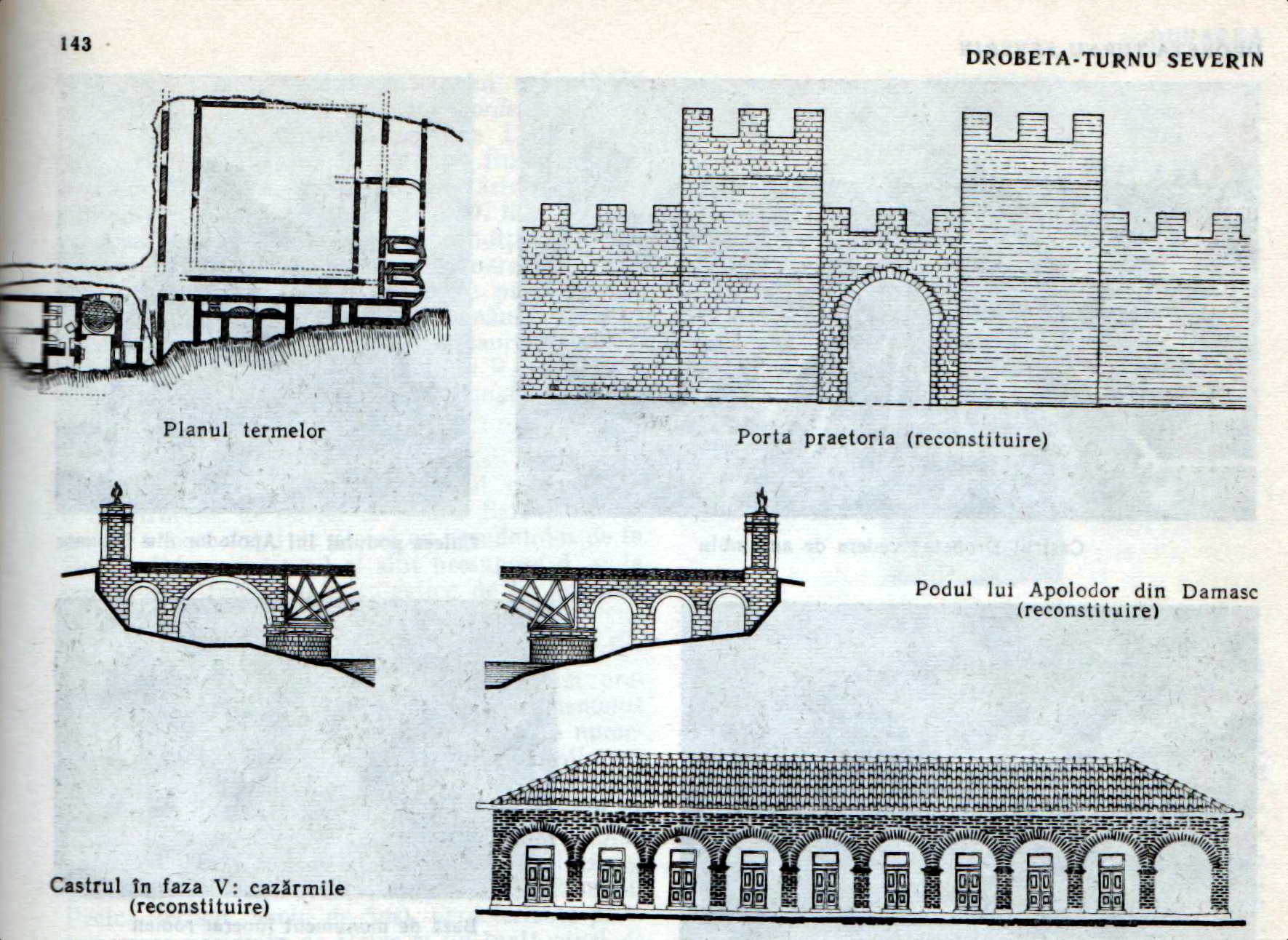
Planul termelor, Poarta praetoria (reconstituire), Podul lui Apolodor din Damasc, Castrul Drobeta în faza a V-a: cazărmile (reconstituire)

În următoarea fază de construcție, cea de-a patra, s-au făcut reparații și s-a modificat zidul de incintă.  S-au construit cazărmi din piatră și pământ cu o formă dreptunghiulară. Spațiile intermediare au fost reamenajate făcând loc unor ateliere gospodărești cum ar fi cuptoarele de olărit. Probabil spațiul vechi al sediului comandamentului militar a fost folosit ca garnizoană de foederați ai Culturii Sântana de Mureș-Cerneahov din secolul al IV-lea al erei noastre.
Refacerea castrului din a cincea fază a lui de la sfârșitul secolului al V-lea, posibil în timpul domniei împăratului Anastasiu I, a prevăzut refacerea zidului de incintă. Vechiul agger a fost schimbat cu un drum de strajă executat din lemn pe niște stâlpi din zidărie. Atunci s-au construit în exteriorul castrului cazărmi dispuse în patru corpuri de clădiri care erau amplasate pe două străzi în formă de cruce ce mărgineau pe cele două axiale vechi. Fiecare grup de cazarmă avea un șir de camere celulare care aveau pe față câte un portic. În careurile formate s-au amplasat cuptoare de pâine, terme, ateliere de olărie și alte obiective necesare garnizoanei.

## Ruinarea castrului de la Drobeta
Castrul roman de la Drobeta a fost probabil distrus de către avari la începutul secolului al VII-lea. Peste ruinele lui s-a construit în secolul al X-lea o așezare care era alcătuită din bordeie cu vetre deschise. Aici s-au găsit fragmente de ceramică striată, tipică balcano-dunăreană, care este denumită în studiile de specialitate de tipul I de la Dridu. În apropierea castrului s-a dezvoltat un oraș roman încă din vremea lui Hadrian, dar nu s-au descoperit în acea zonă prea multe urme arheologice.

## Ruinele existente astăzi

### Termele
Termele romane au fost construite pe malul Dunării, la vestul castrului. Ele aveau două nivele pentru o  folosire adecvată a pantei dată de relieful zonal. În nordul castrului a fost construită palestra, un patrulater înconjurat de porticuri, cu încăperi cu hipocaust. Încăperile termei, trei dintre ele care s-au păstrat, erau în succesiunea clasică tepidarium, laconicum, caldarium, fiind situate pe terasa inferioară. Nivelul al doilea avea camere legate de palestră. Instalațiile termale pot fi imaginate datorită unui culoar pe care era, probabil, construită și scara de acces spre nivelul al doilea. S-au păstrat un colț al unei săli mari, un bazin dreptunghiular (rezervor), și un frigidariu circular.

### Bazilica paleocreștină
În nord-vestul castrului, în Piața Ghica, a fost identificată o bazilică paleocreștină compusă din trei nave și o absidă. La bariera Craiovei s-au găsit fragmente de zidărie masivă care au fost datate în epoca romană târzie.

### Cimitirul roman
Cercetările și excavațiile arheologice care s-au făcut în perimetrul cimitirului au scos la iveală mai multe piese de inventar funerar, pietre de mormânt și chiar câteva bijuterii. Situl se află pe malul Dunării acolo unde, astăzi, se află Parcul Rozelor. S-a găsit un portret din bronz al Faustinei senior, operă realizată de vreun artist intinerant care s-a folosit de tradiția iluzionismului elenistic. S-a descoperit și o statuie a lui Jupiter Dolichenus și două plachete cu Cavaleri danubieni realizate fie în tehnica înțetării în marmură, fie execuții în basorelief din bronz. Restul de monumente funerare suferă de o factură naivă, sigur provincială, și în același timp expresionistă ce prezintă schematizări puternice ale formei cu accente limitate în ce privește detaliul care relevă o valoare simbolică. Unele dintre ele sunt purtătoare de aniconism, având pe ele doar o înșiruire de simboluri gravate.
Pe lângă cele enumerate mai sus, ce fac parte dintr-un inventar al obiectelor de artă, s-au găsit o mulțime de produse artizanale fără o valoare artistică anume, așa cum sunt fibule, garnituri de uniformă, mărgele, opaițe cu decoruri figurative, ceramică ce cuprinde și fragmente de terra sigillata cu scene de vânătoare și multe alte produse gospodărești de serie, dar foarte interesante prin diversitatea lor. Multe din obiectele descoperite fac parte astăzi din exponatele Muzeului Național de Istorie a României și ale Muzeului „Porțile de Fier” din Drobeta-Turnu Severin.

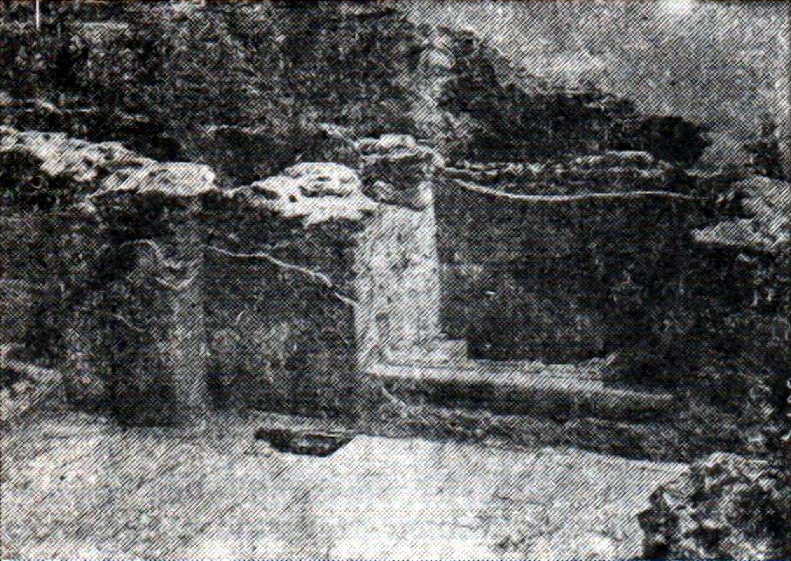
Termele - rezervor și culoar de acces
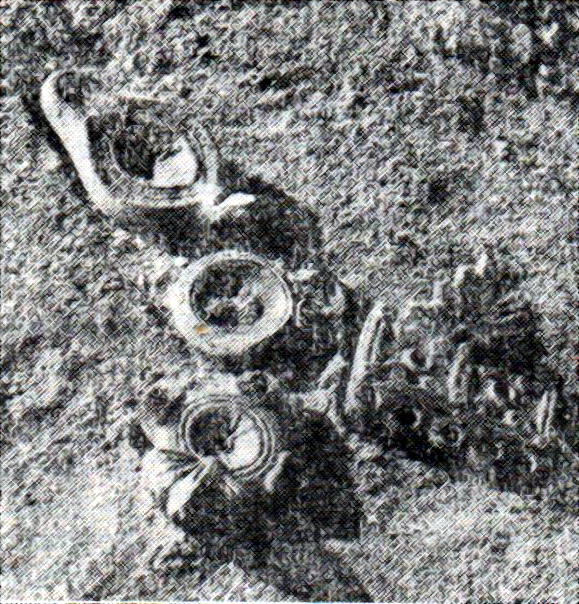
Opaițe romane
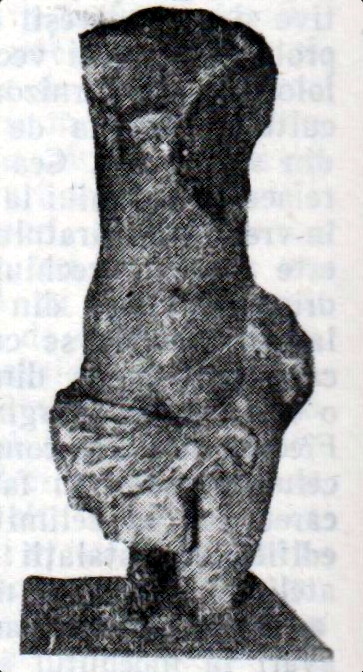
Tors de Veneră
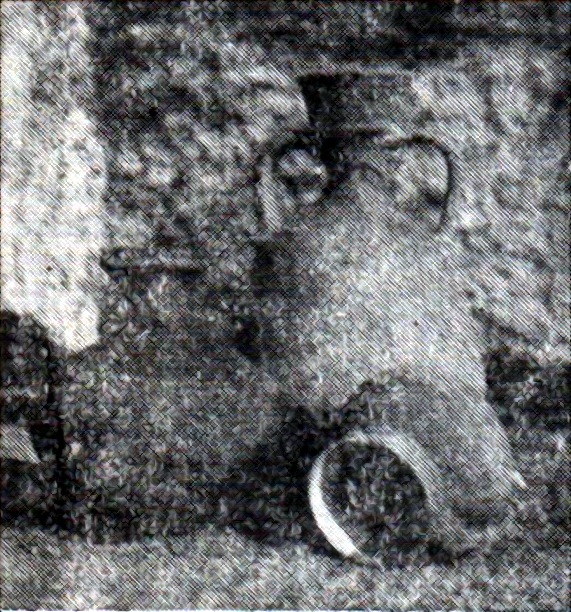
Ceramică romană
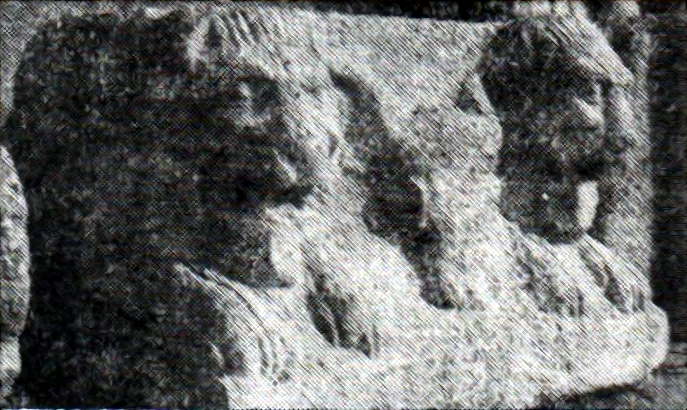
Bază de monument funerar roman

## Galerie

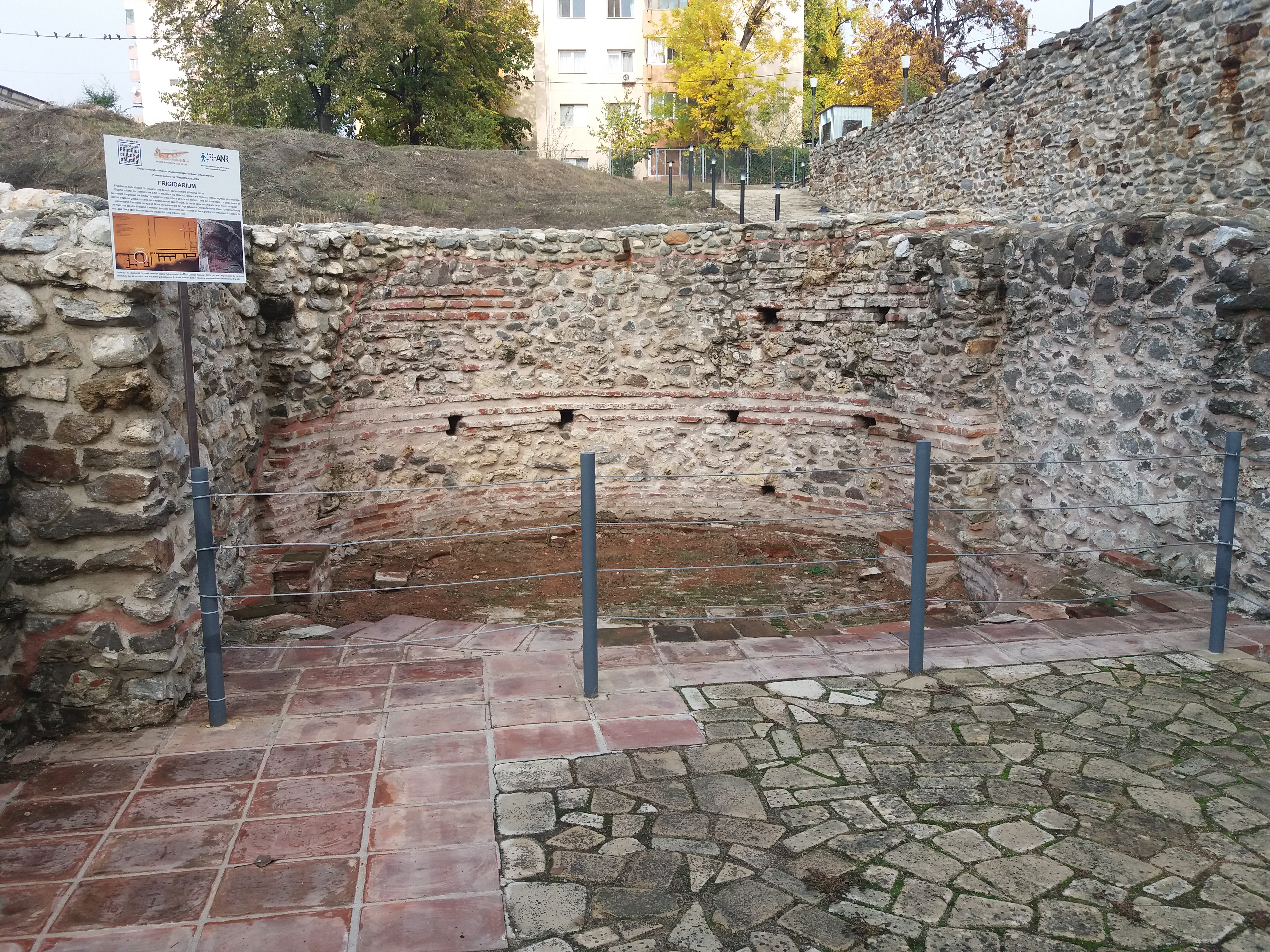
Frigidarium
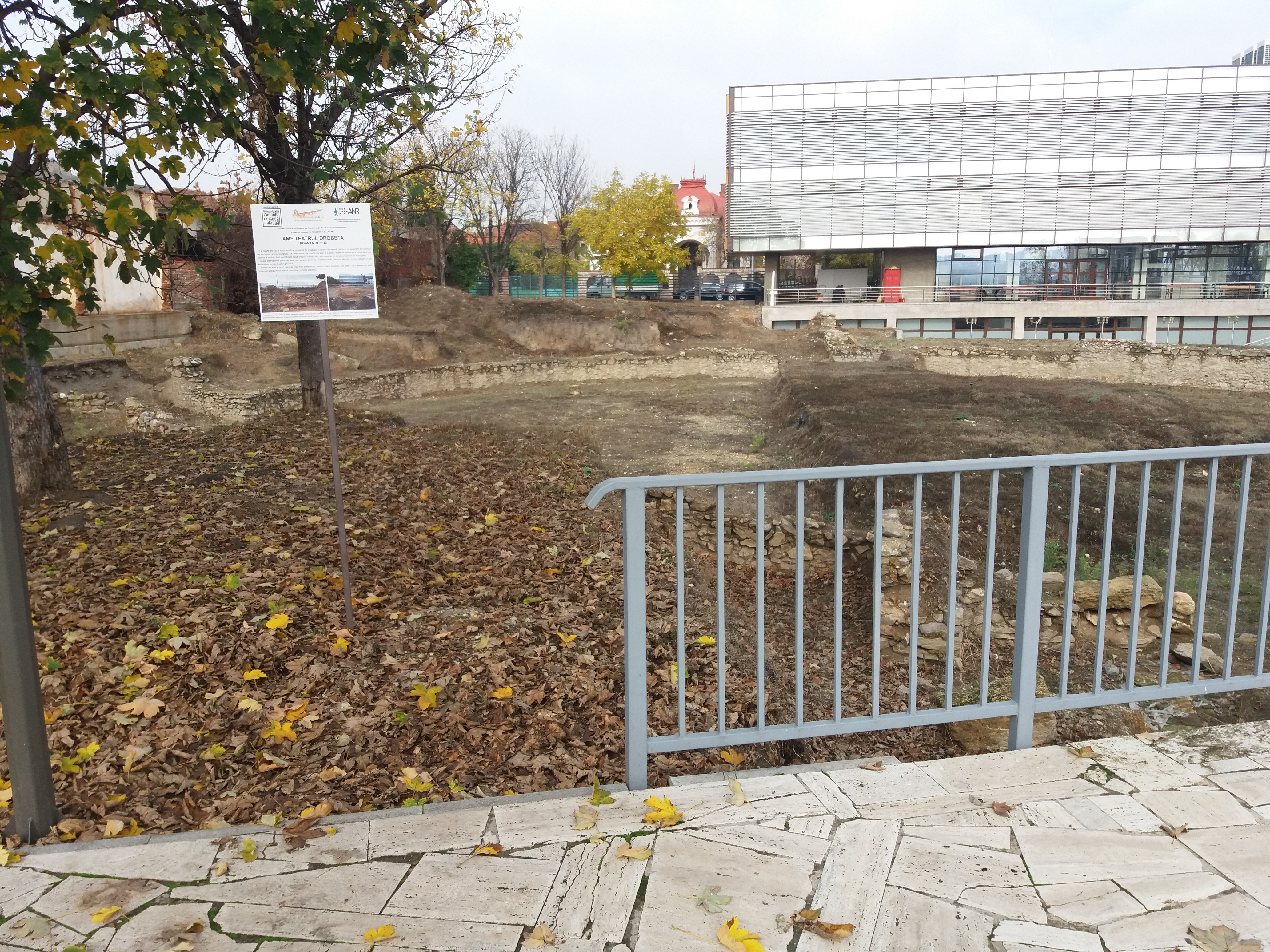
Amfiteatrul
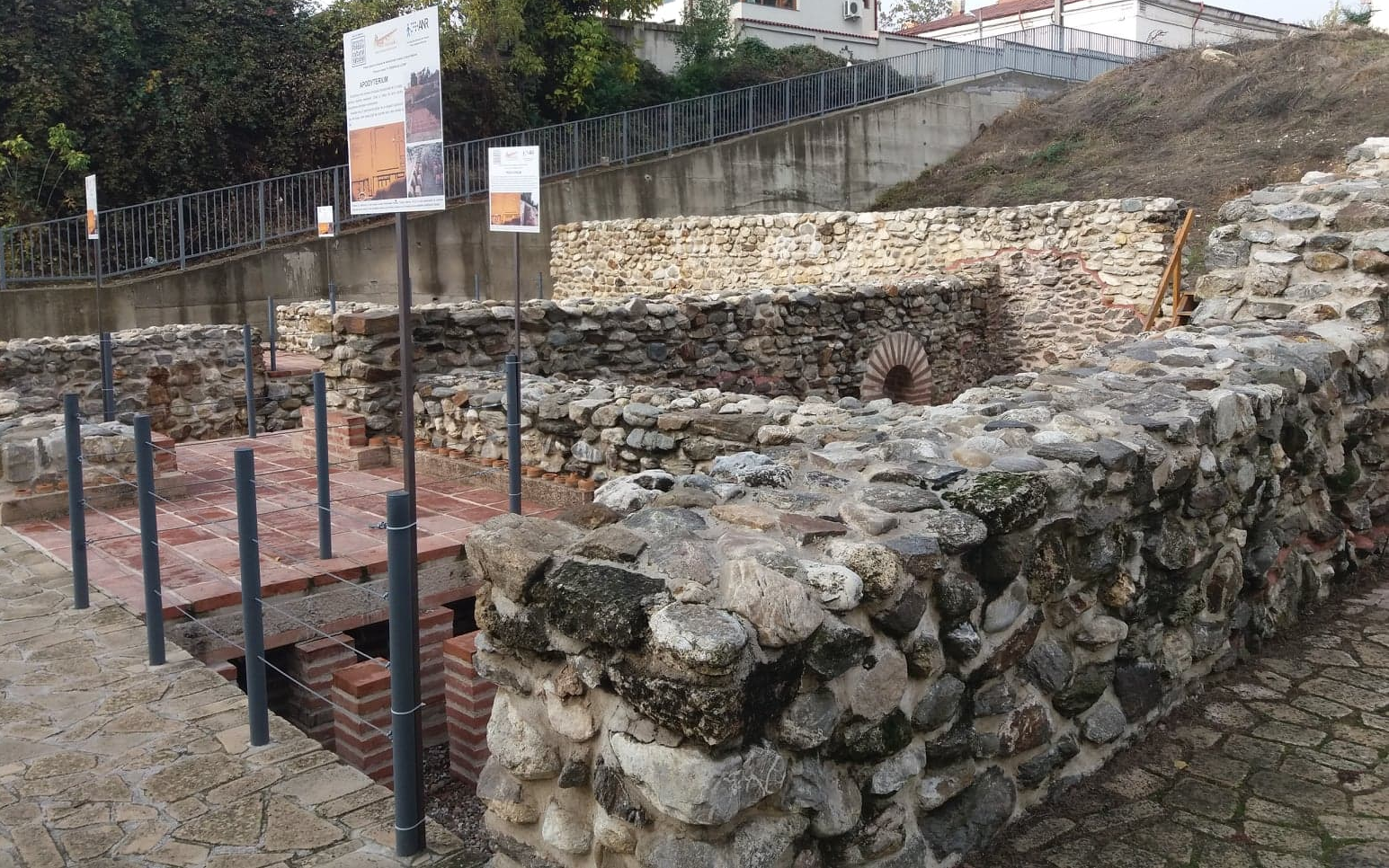
Terme